# Мусаев, Самир
Самир Мусаев (азерб. Samir Musayev; 17 марта 1979) — азербайджанский футболист, нападающий. Выступал за сборную Азербайджана.

## Биография
Начал выступать на взрослом уровне в 1996 году в составе юношеской сборной Азербайджана, игравшей тогда на правах клуба в высшем дивизионе. В ходе сезона 1997/98 перешёл сначала в «Бакылы», а затем в «Динамо» (Баку), с которым стал серебряным призёром чемпионата 1997/98 и бронзовым призёром сезона 1998/99. В ходе сезона 2000/01 перешёл в «Шафу», где провёл полтора года и стал обладателем Кубка Азербайджана 2000/01.
В 2003 году перешёл в «Карабах» (Агдам), где провёл следующие три с половиной сезона. В сезоне 2003/04 стал лучшим бомбардиром чемпионата (20 голов) и завоевал бронзовые медали, а в сезоне 2005/06 стал обладателем Кубка страны. В ходе сезона 2006/07 перешёл в «Баку», с которым стал бронзовым призёром. Часть сезона 2007/08 провёл в составе бакинского «Олимпика», с которым стал серебряным призёром чемпионата. В последние годы карьеры играл за аутсайдеров высшей лиги «Туран» (Товуз) и «Симург» (Закатала).
Всего в высшей лиге Азербайджана забил 88 голов.
Выступал за сборные Азербайджана младших возрастов. В национальной сборной дебютировал 26 июля 2000 года в товарищеском матче против Болгарии, выйдя на замену в перерыве. В 2000—2002 годах сыграл три матча за сборную, затем после четырёхлетнего перерыва в сентябре 2006 года провёл ещё два матча. Во всех своих 5 матчах за сборную выходил на замены.
После окончания игровой карьеры некоторое время тренировал молодёжный состав «Карабаха». Выступает как эксперт национальных спортивных СМИ.